# わらびー
『わらびー』、または『Wallaby』は、ゲーム雑誌『げーむじん』および『げーむじんPARTNER』（どちらもティーツー出版）に、1998年12月号から2000年夏号にかけて連載された漫画である。著者はあずまきよひこ。『あずまんが2 あずまきよひこ作品集』（パイオニアLDC・現：ジェネオン・ユニバーサル・エンターテイメントジャパン）に収録された。
キャッチコピーは「What a being!」（「奇しきものよ!」と言った意。英語のtは短母音に挟まれると日本語のラ行の様な発音になるが、Lとは明らかに異なる）。

## 概要
事故死した少年の魂が宿ったぬいぐるみと、そのぬいぐるみを作った少女を巡る「ハートフルドタバタラブコメディ」（作者談）。作者持ち前の絵のかわいらしさと少女の毒味ある描写で人気を得た。少年の行く末をハッキリさせないまま完結した（前述の『あずまんが2』のあとがきによると、連載開始当初はワラビーが人間体に戻るという結末で終わらせる予定だったらしい）が、これ以降の物語を描く意向は無いという。
作者の代表作『あずまんが大王』と同一の時間軸・世界観を使用しているが、ファンサービス程度のリンクがあるのみで、作品としての関連性は殆ど無い。現実的な生活をテーマにした『あずまんが大王』と比べ、本作は幾分空想的である。
ラブコメディというが、二人の関係は深いわけではなく、単なるコメディに近い。基幹となる設定や登場人物の台詞の中には、よく考えると悲惨なもの、残酷なものもあるが、その辺りは笑いを交えて軽く流している。改めて全体を眺めれば、少年が既に死に終わった状態で物語は始まり、事故当時の回想等も一切ないのである。『あずまんが大王』でも暗い雰囲気を嫌って当初考えていた筋を変更したことがあり、作者の喜劇作家としての性質が見える。
ゲーム雑誌に連載されていた漫画ではあるが、登場人物がゲームをしているシーンは4話、5話にしか登場しない。特にこころは、4話途中までゲームに対する興味が一切無く、ゲームそのものを否定する発言すらしていた。

## 登場人物
小坂こころ（こさか こころ）
16歳の高校生。蕨の生前は彼にあこがれており、家庭科の授業でワラビーのぬいぐるみを作り、弔いに捧げた所、彼の魂がそのぬいぐるみに宿ってしまった。この事実は大勢の人間に知られてはならないので、又蕨家の両親が他界しているために、彼を部屋にかくまう事になる。美少女で体型も魅惑的であり、ラリラルララがわらびーを彼女に託したのは「そんな娘と一緒に暮らせば幸せだろうから」という理由だったが、性格は乱暴で（家系らしい）、わらびーにとっては期待はずれだった。ラリラルララの二面性や真意を把握しているにもかかわらず、わらびーにそのことを伝えようともしない。
ゲームには当初一切興味が無かったが、後に『どこでもいっしょ』風のゲームにはまっていた。ウサギのような「みみっぴ」というキャラを世話している。
蕨明（わらび あきら）通称：わらびー
小坂の同級生。美形で、生前は異性からの人気が高かった。死後、ワラビーのぬいぐるみに魂が宿り、人間に戻るまでその姿で小坂の部屋で過ごす事に。寝るときは布団ではなく引き出しの中、等不当な扱いを受けている。女子の受けが良かったといっても、女の子のあしらい方を知らずに小坂の怒りを買う一幕もあるので、交際経験には乏しかった様子。ラリラルララに恩を感じ、人間に戻してくれると信じきっている。
男子高校生らしくそれなりにスケベであり、こころの着替えや入浴に出くわし、殴られたりしている。
わらびーとは本来ぬいぐるみそのものの名前であり、そこから蕨明もわらびーと呼ばれるようになった。すなわち、人間の時の彼が蕨、ぬいぐるみになってからがわらびーと使い分ける。
初稿では大山貫太という名で猫のぬいぐるみ「にゃん太」に生まれ変わっていたが、同時期に猫の漫画の連載が始まっていたためにワラビーに変更された。
ラリラルララ
蕨の魂をぬいぐるみに避難させた天使。その理由を、蕨の死を惜しんで、と語っているが、昇進のためというのが真意。初めはわらびーを人間に戻す方法を調査している、と主張していたが、後に必要なしと勝手に判断してしまった。わらびーを幸せにする（そして昇進する）のが使命なので、様子を見るために度々小坂の部屋に立ち寄る。
えみ
小坂の親戚。自転車では遠い距離に住んでいる。小坂宅に遊びに来た際にわらびーを持って帰ってしまった。わらびーをぬいぐるみと思って遊ぶが、遊び方はスティックでぶん殴ったりと乱暴。こころちゃんと乱暴さは似ている。高校生くらいの姉がいる。